# Mateu Soler i Ramos
Mateu Soler i Ramos (Martorell, 1720 - 1799) va ser un músic i fagotista català, germà del compositor i organista Pare Soler. Va començar el seu camí com a músic en el "Monasterio de Las Descalzas Reales", a Madrid. Més tard, va ser contractat com a músic militar pel rei Carles III i va formar part de la capella reial, entre 1780 i 1799, com a primer fagot. Només una de les seves composicions, Sonata de fagotto, ha sobreviscut fins als nostres dies. En el seu temps va ser considerat un dels millors interprets de fagot.